# 마스터즈 오브 더 유니버스 (영화)
"마스터즈 오브 더 유니버스"(영어: Masters of the Universe)는 2026년 개봉 예정인 미국의 슈퍼히어로 영화이다. 트래비스 나이트가 감독을 맡았으며, 1987년 동명 영화를 리부트한 작품이다.